# Сарай (община)
Вижте пояснителната страница за други значения на Сарай.
Сарай (на албански: Komuna e Sarajit; на македонска литературна норма: Општина Сарај) е община в състава на столицата на Северна Македония Скопие. Образувана е през 1996 година с приемането на „Закона за местно самоуправление в Република Македония“. След новото административно деление от 2004 година община Сарай заедно с бившата Община Кондово влизат в рамките на град Скопие като една от десетте общини (района) на града. Община Сарай се състои от 23 населени места.

## Географско положение
Община Сарай се намира в северозападната част на Северна Македония. Заема площ от 241 km2.
Територията на общината е разположена в планинска и полупланинска местност с природни забележителности и възможности за развиване на туризъм, дребно стопанство, занаятчийство, земеделие и животновъдство.

## Забележителности
По-важни забележителности в община Сарай са: старата Хюсеин шах джамия в центъра на Сарай, манастирът „Света Богородица“, спортно-почивният център „Сарай“, езерото Матка и проломът на река Треска.

## Население
Според последното преброяване на територията на община Сарай има население от 64 773 души. Според Охридското споразумение в общината официалните езици са македонски литературен език и албански.
| Етническа принадлежност | Процент |
| северномакедонци        | 3,89%   |
| албанци                 | 91,53%  |
| турци                   | 0,13%   |
| роми                    | 0,77%   |
| власи                   | 1,33%   |
| сърби                   | 0,05%   |
| бошняци                 | 3,16%   |
| други                   | 0,47%   |